# Alice Duer Miller
Alice Duer Miller, född 28 juli 1874 i New York, död 22 augusti 1942 i New York, var en amerikansk författare och manusförfattare.

## Filmmanus i urval
- 1936 - Rose Marie